# Pleioblastus fortunei
Pleioblastus fortunei là một loài thực vật có hoa trong họ Hòa thảo. Loài này được (Van Houtte) Nakai miêu tả khoa học đầu tiên năm 1933.

## Hình ảnh

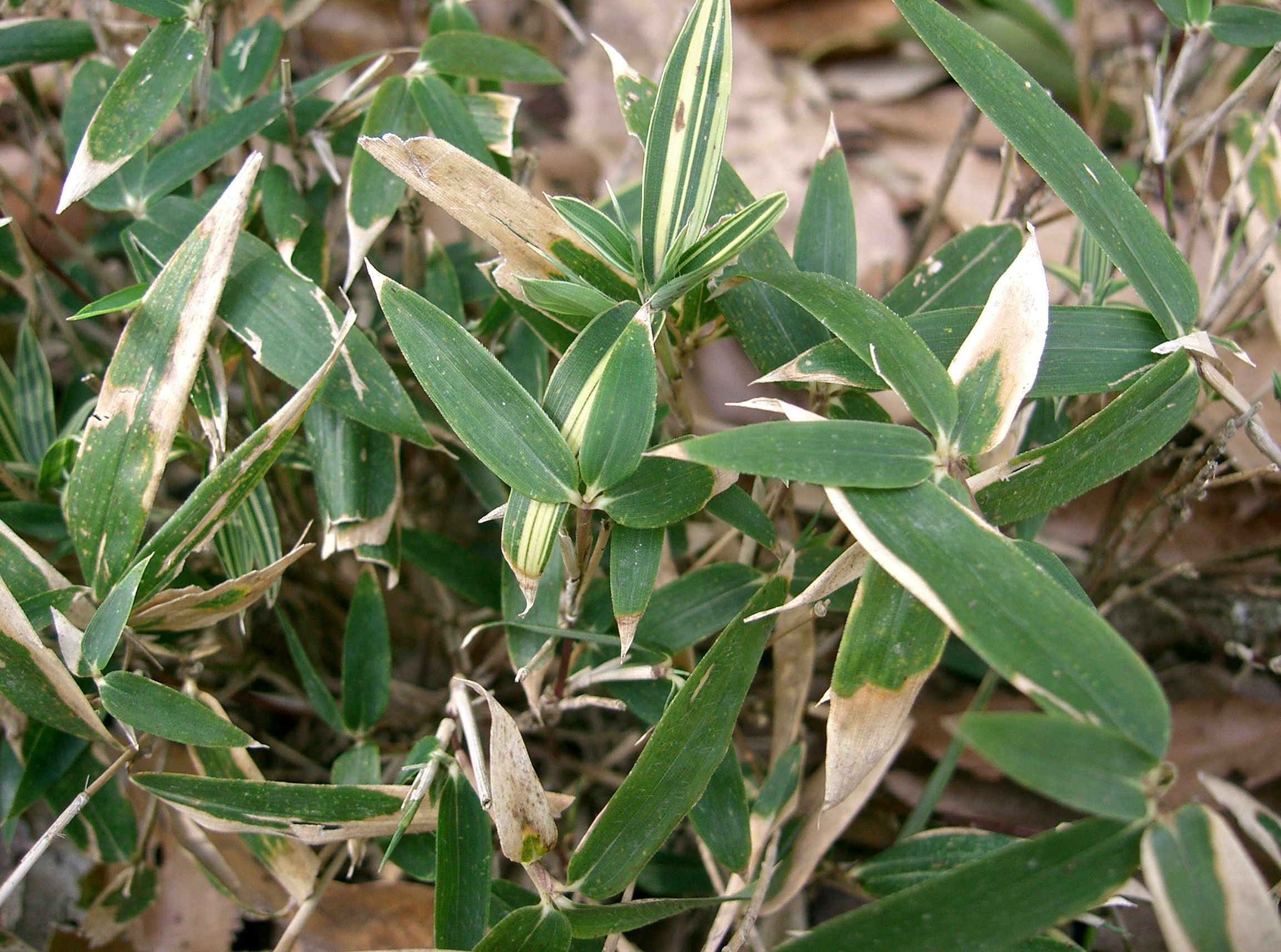